# Alta Gracia
Alta Gracia è una città dell'Argentina nel nord della Provincia di Córdoba.
Fu costruita sulle Sierras Chicas, in una regione che gli indiani Comechingón chiamavano Paravachasca. Conta circa 43 000 abitanti (2001).

## Storia
Nel XVII secolo Alta Gracia era un grande possedimento agricolo (definito estancia), di proprietà dei Gesuiti. Come altre proprietà, tra cui Colonia Caroya, Jesús María, Santa Catalina, La Candelaria y San Ignacio de los Ejercicios, Alta Gracia fu fondata per supportare economicamente il Collegium Maximum or "Colegio Máximo", una delle prime università argentine (Universitas Cortuba Tucumanæ), oggi Universidad Nacional de Córdoba, e altri istituti educativi facenti parte del Manzana Jesuítica ("Blocco Gesuita"), un importante centro di Córdoba. Nel 2000 fu dichiarato Patrimonio Mondiale.
Proprietari della Estancia Alta Gracia:
- Don Juan Nieto, 1588
- Alonso Nieto de Herrera, che la chiamò "Nuestra Señora de Alta Gracia"
- La Compagnia di Gesù (donated by Alonso Nieto)
- Santiago de Liniers, 1810, che vi visse per circa 5 mesi
- José Manuel Solares, 1868

## Monumenti e luoghi d'interesse
Alta Gracia ha un ricco patrimonio storico. Alcuni dei posti più importanti sono:
- Il Museo di Santiago de Liniers.
- El Tajamar, un lago artificiale.
- El Obraje, una fabbrica dove i Gesuiti insegnavano agli indiani i diversi mestieri.
- Il Sierras Hotel, visitato da John F. Kennedy.
- La casa dove visse il rivoluzionario argentino Che Guevara trasformata in museo.
- La casa dove visse il compositore Manuel de Falla.